# Смеющийся обнажённый ребёнок
«Смеющийся обнажённый ребёнок» (англ. Naked Child Laughing) — картина Люсьена Фрейда, написанная маслом на холсте в 1963 году. Хранится в частной коллекции.
В 1963 году художник Люсьен Фрейд попросил 14-летнюю старшую дочь Энни снять всю свою одежду для портрета обнаженной натуры. Это считалось аморальным и было рискованно использовать в качестве обнажённой модели невинного и наивного подростка. На картине изображена  14-летняя дочь художника Энни, девочка сидит обнаженной на диване и громко смеётся. Как сообщают критики, картина показывает девушку-подростка одновременно с «зарождающуюся сексуальностью и невинностью». Это была первая картина художника, которую он рисовал с обнажённой натуры.
В этой картине художник использовал выразительные, более свободные мазки, руки, запястья, суставы пальцев и грудь.